# コンセール・パドルー
コンセール・パドルー（Concerts Pasdeloup）は、1861年に始まるフランス最古の、パリのコンサート・オーケストラである。ジュール・パドルーがコンセール・ポピュレール（Concerts populaires）として創設した。パドルー管弦楽団(Orchestre Pasdeloup)とも呼ぶ。コンセール・ラムルー、コンセール・コロンヌとともに、パリ3大民間オーケストラの一角を占める。

## 歴史
このオーケストラには、1884年から1918年まで、30年以上の休止期間がある。

### コンセール・ポピュレール
パリ音楽院の卒業後に母校で教え、また「音楽院の若い芸術家協会」（Société des jeunes artistes du Conservatoire）を作り演奏活動を続けていたジュール・パドルーは1861年、80人からなるコンセール・ポピュレール（クラシック音楽大衆演奏会、Concerts populaires de musique classique）を組織し、10月27日の日曜日、初のコンサートを開いた。
コンセール・ポピュレールは大衆のためのオーケストラとして、コンサートホールではなく5000人を収容するサーカス場「シルク・ナポレオン」（1852年オープン。1870年以降は「冬のサーカス」（シルク・ディヴェール、Cirque d'hiverと呼ばれる）を会場とし、入場料を安くしたので、それまでクラシック音楽と縁のなかった人々にも休日にオーケストラのコンサートに通う選択肢が生まれ、結果としてクラシック音楽の愛好者を大幅に増やすことになった。
また、クラシックに馴染みがなかった聴衆のために、ベートーヴェン、メンデルスゾーン、ハイドン、モーツァルト、ウェーバーを中心としたドイツの古典音楽をプログラムの基本とする一方、サン＝サーンス、ビゼー、ブラームス、ワーグナー、グリンカ、チャイコフスキーら、当時の作曲家の作品を紹介した。
しかし、このコンセール・ポピュレールは、後発のコンセール・コロンヌ（1873年設立）やコンセール・ラムルー（1881年設立）に押され、1884年に活動を停止した。

### コンセール・パドルー
世紀が明け、第一次世界大戦が終わった1918年、映画企業家セルジュ・サンベール（Serge Sandberg）が、このオーケストラを復活し、ルネ＝バトン（Rhené-Baton）へ指揮をゆだねた。演奏会場は、まず昔のサーカス小屋、それからガルニエ宮、マガドール劇場（Théâtre Mogador）、シャイヨ宮、シャンゼリゼ劇場、サル・プレイエルと移り、1921年からコンセール・パドルーを名乗った。
楽員数は95。コンセール・ポピュレール時代の日曜日でなく、月に1 - 2度の土曜の午後、コンサートを開いている。会場は、サル・プレイエル、シャトレ座、あるいはサル・ガヴォーである。

## 常任指揮者
- 1861年 - 1884年：ジュール・パドルー
- 1919年 - 1933年：ルネ＝バトン（Rhené-Baton）
- 1922年 - 1925年：アンドレ・カプレ（第2指揮者）
- 1925年 - 1928年：アルベール・ヴォルフ
- 1928年 - 1932年： デジレ＝エミール・アンゲルブレシュト
- 1934年 - 1970年：アルベール・ヴォルフ
- 1970年 - 1990年：ジェラール・ヅヴォ
- 1990年 - ：常任を置かぬ、委員会制
- 2000年 - ：マリアンヌ・リヴィエールが委員長

## おもな初演作品

### コンセール・ポピュレール時代
- ビゼー：交響組曲『ローマ』（1869年）
- ビゼー：『アルルの女』第1組曲（1872年11月10日）
- サン＝サーンス：交響詩『オンファールの糸車』（1872年）
- ビゼー：序曲『祖国』（1874年）
- マスネ：『フェードル』序曲（1874年）
- ラロ：スペイン交響曲（1875年2月7日）
- ラロ：歌劇『イスの王様』序曲（1876年11月14日）
- デュパルク：交響詩『レノール』（1877年）
- ラロ：チェロ協奏曲（1877年12月9日）

### コンセール・パドルー時代
- ルイ・オベール：ハバネラ（1919年）
- ラヴェル：道化師の朝の歌（管弦楽版）（1919年5月17日）
- ラヴェル：クープランの墓（管弦楽版）（1920年2月28日）
- ミゴ（Georges Migot）：交響曲第1番（1922年）
- ルーセル：交響曲第2番（1922年3月4日）
- ミヨー：コエフォール（管弦楽版）（1927年）
- ミヨー：ピアノ協奏曲第1番（1931年）
- ミゴ：ジャングル（1932年）
- ピエール・キャプドヴィエル（Pierre Capdevielle）: スパルタの若者の死への呪文（1933年）
- ルーセル：交響曲第4番（1935年）
- ランドスキ：地球のリズム（1941年）
- ランドスキ：ピアノ協奏曲第1番（1942年）
- ジャン・マルティノン：交響曲第2番（1945年）
- ランドスキ：夜の結婚（1962年）
- トマジ：ヴェトナムへの歌（1969年）
- ソーゲ：交響曲第4番（1971年）
- ジャック・シャルパンティエ：交響曲第5番（1977年）